# Hella Wuolijoki
Hella Wuolijoki (nacida Ella Marie Murrik; 22 de julio de 1886 - 2 de febrero de 1954), también conocida bajo el seudónimo de Juhani Tervapää, fue una escritora finlandesa de origen estonio conocida por su serie Niskavuori.

## Biografía
Wuolijoki nació en la aldea de Ala, en el municipio de Helme (actualmente en el municipio de Tõrva), condado de Valga, provincia de Livonia. Empezó sus estudios en Tartu, antes de trasladarse a Helsinki en 1904. En 1908, contrajo matrimonio con Sulo Vuolijoki, un amigo personal de Lenin. Se divorciaron en 1923. Más tarde, Wuolijoki comenzó a deletrear su nombre con una W.
Wuolijoki escribió varios libros bajo el seudónimo masculino de Juhani Tervapää que se caracterizaron por personajes femeninos fuertes. La película de 1947 Un destino de mujer fue adaptada de su obra de teatro de 1937 Juurakon Hulda, que también escribió como Juhani Tervapää. Colaboró con Bertolt Brecht en la versión inicial de su El Señor Puntila y su criado Matti.
En las décadas de 1920 y 1930, Wuolijoki organizó un salón literario y político en el que se discutía sobre cultura y se promovía la ideología de izquierda. Tenía conexiones secretas con la inteligencia soviética y las estructuras de seguridad. La policía finlandesa sospechaba que era una espía residente ilegal, pero no hubo pruebas sólidas hasta 1943, cuando fue arrestada por esconder a Kerttu Nuorteva, una paracaidista espía soviética que tenía la misión de obtener información sobre el sentimiento político y las tropas alemanas en Finlandia, y fue condenada a cadena perpetua. Fue liberada en 1944, después del alto el fuego que puso fin a la Guerra de Continuación.
Wuolijoki formó parte del Parlamento finlandés y jefe del grupo parlamentario del SKDL de 1946 a 1947. Wuolijoki también fue directora de la compañía nacional de radiodifusión, YLE, de 1945 a 1949.
Su hermana menor, Salme Pekkala-Dutt, fue un miembro influyente del Partido Comunista de Gran Bretaña. Wuolijoki fue la abuela de Erkki Tuomioja, ministro de asuntos exteriores de Finlandia entre 2011 y 2015.
Wuolijoki falleció en Helsinki en 1954, a la edad de 67 años.